# Steinfurt (Nadrenia Północna-Westfalia)
Steinfurt (dolnoniem. Stemmert) – miasto powiatowe w Niemczech, w kraju związkowym Nadrenia Północna-Westfalia, w rejencji Münster, siedziba powiatu Steinfurt. Zostało utworzone 1 stycznia 1975 przez połączenie dwóch niezależnych miast: Burgsteinfurt i Borghorst. Zamieszkuje je 33 901 mieszkańców (2010). Znajduje się tu pałac Burgsteinfurt.

## Współpraca
Miejscowości partnerskie:
- Liedekerke, Belgia
- Neubukow, Meklemburgia-Pomorze Przednie
- Rijssen-Holten, Holandia